# 13-я церемония «Грэмми»
13-я церемония вручения премий «Грэмми» состоялась 16 марта 1971 года в Hollywood Palladium, Лос-Анджелес, Калифорния.

## Основная категория
- Запись года
  - Roy Halee (продюсер), Арт Гарфанкел & Пол Саймон за запись песни «Bridge over Troubled Water»

- Альбом года
  - Roy Halee (продюсер), Арт Гарфанкел & Пол Саймон за альбом «Bridge over Troubled Water» в исполнении Simon & Garfunkel

- Песня года
  - Пол Саймон (автор) за песню «Bridge over Troubled Water» в исполнении Simon & Garfunkel

- Лучший новый исполнитель
  - The Carpenters

## Поп

### Лучшее женское вокальное поп-исполнение
- Дайон Уорвик — «I’ll Never Fall in Love Again»

### Лучшее мужское вокальное поп-исполнение
- Ray Stevens — «Everything Is Beautiful»

## Классическая музыка

### Лучшее оркестровое исполнение[англ.]
- Пьер Булез (дирижёр) & Кливлендский оркестр — Игорь Стравинский: Весна священная

### Лучшее камерное исполнение
- Евгений Истомин, Леонард Роуз & Айзек Стерн — Бетховен: The Complete Piano Trios